# Хван Джин И
Хван Джин И (кор. 황진이, ханча 黃眞伊, известна также под псевдонимом Мён Воль, кор. 명월, ханча 明月, дословно «ясная луна»; 1506 — 1544 или 1560) — корейская поэтесса, кисэн (гетера) эпохи династии Чосон из города Кэсон. Современница вана Чунджона (1506—1544). Её характеризовали как женщину исключительной красоты, обладающей блистательными остроумием и умом. Её личная жизнь нашла своё отражение в книгах и фильмах (ей посвящён, например, корейский сериал Hwang Jini). Её напористость и независимый характер стали своего рода культурным символом Кореи.

## Биография
Являлась незаконнорожденной дочерью янбана по имени Хван и дочери бедного писца. Согласно преданию, её родители познакомились, когда её мать стирала бельё.
Смолоду прославилась своей красотой и независимым характером, отвергнув множество настойчивых ухажёров, а после смерти своего возлюбленного в возрасте 15 лет стала кисэн. О её поэтическом таланте ходит немало легенд, одна из которых гласит, что однажды, когда она декламировала свои стихи, мимо её дома проносили гроб с покойником, который, услышав «с того света» голос поэтессы, отказался двигаться дальше, встав у её ворот, как вкопанный. И лишь когда девушка вышла к процессии и сняла с ханбока свою юбку, чтобы накрыть гроб, последний двинулся дальше. Один из вариантов легенды утверждает, что это были похороны одного из её возлюбленных.
Корейские женщины эпохи Чосон были ограничены в своих правах и считались собственностью мужей или родителей. Вступать в брак по любви им не дозволялось; внебрачная дочь считалась неприкасаемой. Отказавшись следовать столь строгим социальным нормам и выбрав путь куртизанки, Хван Джин И получила возможность изучать не только музыку и танцы, но и литературу и искусство.
Современники утверждают, что красота её сияла, даже если на её лице не было косметики, причёска была не прибрана, а волосы зачёсаны назад. Она была умна, остроумна, артистична, и многие мужчины из высшего сословия приезжали отовсюду, чтобы увидеть её выступления. Подобно своим современницам-кисэн, она часто загадывала гостям-мужчинам весьма сложные загадки, чтобы выбрать себе из них достойного собеседника и, по возможности, любовника. Одно из преданий гласит, что единственным, кто смог их разгадать, был образованный янбан Со Гён Док.

## Творчество
Ввела и утвердила в сиджо любовную тему; писала также на ханмуне: «Водопад Пагён», «На Манвольдэ думаю о древнем», «Расстаюсь с Со Янгоком» и др. Её пейзажная и интимная лирика занимает видное место в корейской поэзии XVI в. Имя Хван Джин И окружено легендами и стало достоянием устного народного рассказа.
В русском переводе стихи выходили в переводе А. А. Ахматовой, но есть сведения, что в самом деле их переводил молодой Иосиф Бродский.

## Отклик в массовой культуре современности
В конце XX века её рассказы начали привлекать внимание в обеих частях Кореи. Её жизнь освещалась средствами массовой информации, включая художественную литературу, кино и театр. Один из романов, описывающих её личную жизнь — роман 2002 года северокорейского писателя Хон Сок Джуна — стал первым северокорейским романом, получившим награду в Южной Корее; другой, южнокорейского писателя Чон Кёнрина, стал бестселлером в 2004 году.
В конце 2006 года телекомпания KBS выпустила сериал «Хван Джин И» с Ха Чжи Вон в главной роли.
6 июня 2007 года вышел одноимённый фильм, где главную роль исполняет актриса Сон Хе Гё.

## Память
В честь неё назван кратер на Венере.